# Incidente del C-130 Hercules dell'Aeronautica militare indonesiana del 1991
L'incidente del Lockheed C-130 Hercules dell'Aeronautica indonesiana avvenne il 5 ottobre 1991, quando un Lockheed C-130H-30 Hercules della Tentara Nasional Indonesia Angkatan Udara, numero di registrazione A-1324, si schiantò poco dopo il decollo dall'aeroporto di Jakarta-Halim Perdana Kusuma a causa di un incendio al motore.
Nel disastro persero la vita 133 delle 134 persone a bordo dell'aereo, oltre a 2 a terra. L'incidente avvenne in circostanze simili a quello avvenuto del 2015, nel quale un altro C-130 precipitò in un quartiere residenziale di Medan a causa di un guasto al motore.

## L'aereo
Il velivolo coinvolto era un Lockheed C-130H-30 Hercules, marche A-1324, numero di serie 4927. Volò per la prima volta nel 1982 e venne consegnato al 32° Transport Squadron dell'Aeronautica indonesiana l'11 luglio dello stesso anno. Al momento dell'incidente, l'aereo aveva circa nove anni.

## L'incidente
L'aereo conduceva un volo militare era da Giacarta a Bandung, e consisteva principalmente in Paskhas, (anche chiamato "berretti arancioni"), che tornavano alla base dopo aver partecipato a una cerimonia in onore delle forze armate indonesiane.
L'aeromobile trasportava 122 passeggeri e 12 membri dell'equipaggio. Decollò alle 15:00 ora locale quando, secondo testimoni oculari, uno dei motori di sinistra prese fuoco. Le fiamme danneggiarono presumibilmente anche i meccanismi presenti nell'ala, provocando la caduta del motore stesso. I piloti persero il controllo e il C-130 si schiantò contro il centro di addestramento del ministero del lavoro ed esplose. Le operazioni di salvataggio furono ostacolate da forti piogge che iniziarono un'ora dopo l'incidente. Uno dei piloti, il maggiore Samsul Ilham, venne ritrovato vivo tra i detriti ma gravemente ferito. Morì in ospedale lo stesso giorno.
Un uomo di nome Bambang Sumadi sopravvisse allo schianto. Persero la vita anche due persone a terra. Con 135 morti, l'incidente fu il peggior disastro aereo avvenuto in Indonesia fino allo schianto del volo Garuda Indonesia 152 nel 1997. Ora è il sesto.